# Argana
Argana  (in arabo اركانة‎?) è un centro abitato e comune rurale del Marocco situato nella provincia di Taroudant, regione di Souss-Massa. Conta una popolazione di 4 804 abitanti (censimento 2014).